# Lilien auf dem Felde
Lilien auf dem Felde (Originaltitel: Lilies of the Field) ist ein US-amerikanischer Spielfilm in Schwarzweiß von Ralph Nelson aus dem Jahr 1963. Die Komödie wurde mit Sidney Poitier von dem Filmstudio Rainbow Productions Inc. produziert. Sie basiert auf dem gleichnamigen Roman von William E. Barrett.

## Handlung
Die Vereinigten Staaten, im Jahr 1962: Homer Smith, ein schwarzer Gelegenheitsarbeiter, reist mit seinem Wagen durch Arizona. Eines Tages hält er mit der Bitte um Kühlwasser an einer kleinen Farm an. Homer trifft dort auf fünf Nonnen, die vor einigen Monaten aus der DDR geflüchtet sind, um sich nun eine neue Existenz in Arizona zu schaffen.
Die Oberin, Schwester Maria, sieht in ihm einen Mann, um den sie zu Gott gebetet hat, und beauftragt ihn sogleich, das Dach der Farm zu reparieren. Am nächsten Tag will Homer weiterfahren, doch die Oberin veranlasst ihn noch zum Bleiben. Am Sonntag fahren die Schwestern mit Homer zur heiligen Messe, die in der Wüste Arizonas neben einer Tankstelle und einem Diner an der Landstraße gefeiert wird. Der provisorische Altar ist die offene Heckklappe eines Autos. Smith ist überzeugter Baptist und geht deshalb nicht zur Messe, sondern in den Dorfladen/Diner „Juans Trading Post“. Dort bestellt er sich bei dem Inhaber Juan nach dem kärglichen Essen bei den Schwestern ein umfangreiches Frühstück mit Eiern, Bohnen und unzähligen Extras.
Die Oberin bittet Homer, eine Kapelle zu bauen, doch Homer lehnt zunächst ab. Am nächsten Tag verlässt er die Nonnen, ohne seinen Lohn bekommen zu haben. Er nimmt die Oberin bis zum nächsten größeren Ort im Auto mit. Dort sieht er einen Bulldozer, der sein Interesse weckt. Er trifft auf Mr. Ashton, den Besitzer des Bauunternehmens, und erhält von ihm das Angebot, an zwei Tagen der Woche bei ihm zu arbeiten. Nach kurzem Zögern nimmt er das Angebot an und entscheidet sich zudem, die Kapelle für die Schwestern doch bauen zu wollen.
Homer Smith gewöhnt sich langsam an seinen neuen Tagesablauf. Bis zum Mittag arbeitet er an den Grundmauern der Kapelle, abends hilft „Schmidt“, wie ihn die Nonnen nennen, beim Lernen der englischen Sprache. Der Bau geht nur langsam voran, da die Schwestern kein Geld haben und es deshalb an Baumaterial mangelt. Eines Tages kommt es zum Konflikt zwischen der Oberin Maria und Homer, der den Ort noch am selben Tag verlässt. Einige Wochen vergehen und auf der Baustelle wird nicht gearbeitet. Auf dem sonntäglichen Weg zur Heiligen Messe, den die Nonnen jetzt wieder zu Fuß machen müssen, kommt ihnen Homer mit seinem Wagen entgegen und bringt sie zur provisorischen Kirche an der Landstraße.
Homer hat sich umentschieden und will die Kapelle fertigstellen. Die Menschen in der Umgebung fühlen sich durch seine Rückkehr so sehr angespornt, dass sie ihm das noch nötige Baumaterial vorbeibringen. Nach einigen Tagen tauchen auch etliche mexikanische Nachbarn auf und helfen unaufgefordert mit. Dies gefällt Smith jedoch überhaupt nicht, da er die Kapelle allein bauen wollte.
Smith legt sich an einen Baumstamm in den Schatten und sieht beim Arbeiten zu. Als die Oberin feststellt, dass beim Bau immer mehr schiefgeht, versucht sie, die Situation zu klären. Da sie kein Spanisch spricht, verstehen die Mexikaner sie nicht und sind kurz davor, die Arbeit hinzuwerfen. Nach einigem Zögern und der geschickten Intervention des mithelfenden Ladenbesitzers Juan übernimmt Homer die Leitung der Arbeiten. Am Abend vor der Fertigstellung des schön gewordenen Kapellenbaues gelingt es Smith, der Oberin, die sich nur Gott gegenüber zum Dank verpflichtet fühlt, ein widerwilliges Dankeschön zu entlocken. Er nimmt den vorgesehenen Ehrenplatz bei der Kirchweihe nicht wahr und will schon gar nicht den geplanten Bau einer Schule und dazu eines Krankenhauses leiten, sondern verlässt während des gemeinsamen Gesangs des Gospels Amen den Raum, packt seine Sachen zusammen und fährt davon.

## Entstehungsgeschichte
Der Filmtitel wurde aus dem Neuen Testament (Matthäus-Evangelium, 6:28, ) entnommen und heißt in der Bibel wie folgt: „Und warum sorgt ihr euch um die Kleidung? Schaut die Lilien auf dem Feld an, wie sie wachsen: sie arbeiten nicht, auch spinnen sie nicht.“ Er ist einer zentralen Szene entnommen, bei der Homer von der Oberin seinen Lohn für die Dachreparatur einfordert und sie sein Zitat „wer arbeitet, ist seines Lohnes wert“ (Lk 10,7 ) mit dem genannten kontert. Der Film wurde innerhalb von 14 Tagen in Tucson, Arizona gedreht.
Der Komponist Jester Hairston schrieb den Song Amen für den Film. Dieser Song wird von Sidney Poitier gesungen. Am Ende des Filmes erscheint das Wort „Amen“. Normalerweise endete ein Film des Golden Age of Hollywood mit den Worten „The End“.
Im Juni 1963 wurde der Film zum ersten Mal auf den Internationalen Filmfestspielen Berlin dem Publikum vorgestellt. Am 1. Oktober 1963 erschien der Film in den US-amerikanischen Kinos. Als Verleiher fungierte das Filmstudio United Artists. Der Film hatte ein Budget von 250.000 Dollar. Innerhalb einiger Monate konnte der Film 3 Millionen Dollar in den USA einspielen. Sidney Poitier gewann einen Golden Globe, den silbernen Bären und einen Oscar als bester Hauptdarsteller. Er war damit der erste Afroamerikaner, der in dieser Kategorie den Oscar gewann.

## Auszeichnungen
Der Film wurde im Jahr 1964 in fünf Kategorien für den Oscar nominiert. Sidney Poitier gewann als erster schwarzer Schauspieler den Oscar als bester Hauptdarsteller.
In den folgenden Kategorien wurde der Film ebenfalls für den Oscar nominiert:
- Beste Nebendarstellerin: Lilia Skala
- Bester Kameramann: Ernest Haller
- Bestes adaptiertes Drehbuch: James Poe
- Bester Film: Ralph Nelson

Des Weiteren gewann der Film noch die folgenden Auszeichnungen:
- 1963: 4 Internationale Filmfestspiele Berlin 1963 – Ralph Nelson (Interfilm Award), Ralph Nelson (OCIC Award), Ralph Nelson (Youth Film Award), Sidney Poitier
- 1964: 2 Golden Globes – Sidney Poitier (Bester Hauptdarsteller – Drama) und bester Film zur Völkerverständigung (diese Kategorie wurde 1964 das letzte Mal benutzt)
- 1964: Writers Guild of America – James Poe
- 1965: Blue Ribbon Award – Ralph Nelson (Bester ausländischer Film)
- 1965: Nominierung United Nations Award

Die Filmbewertungsstelle Wiesbaden verlieh der Produktion das Prädikat besonders wertvoll.
Lilien auf dem Felde wurde 2020 in das National Film Registry aufgenommen.

## Kritiken
„Diese Komödie von Regisseur Ralph Nelson […] lebt vor allem durch das brillante Spiel des Hauptdarstellers Sidney Poitier.“

„Heitere Komödie, die ihre religiöse Thematik zwar nur an der Oberfläche erfaßt, aber dank des guten Hauptdarstellers Toleranz und Aufgeschlossenheit für mitmenschliche Probleme spüren läßt.“

„Ein stiller Film von unbeschwerter Heiterkeit […].“